# Ash Ketchum
Ash Ketchum er hovedpersonen i tv-serien Pokémon. Han er Pokémontræner og kommer fra Pallet Town som ligger i Kanto-regionen. Ash' mor hedder Delia Ketchum og bor alene, bortset fra en Mr. Mime som hjælper hende med husholdningen . Ash' store drøm er at blive den største pokémon-træner der findes, og fange alle Pokémon.
Den første Pokémon Ash får er #25 Pikachu. Den får han af professor Oak, Gary Oaks (Ash' rival) bedstefar, som er en af de førende indenfor forskning af pokémoner.
Ash bliver til den dag i dag ved med at forfølge sin drøm om at blive "Pokémon-mester", og i den første sæson trives han med nogle venner, som hedder Misty og Brock, som i dag er nogle af de mest ikoniske Pokémon-figurer.
Per 2018 i realitetensverdenen bor Ash i Alola-regionen, som er inspireret af Hawaii. Som altid tager Ash sin trofaste partner med, Pikachu, hvorved de oplever øen og opdager nye Pokémon.
På rejsen bliver Ash også forfølgt af en gruppe ved navn Team Rocket, eller Team Rocket-trioen bestående af Jessie, James og en Meowth som kan tale de vil fange hans Pikachu og andre Pokemon til deres Boss Giovanni for at overtage verden ved at bruge deres store maskiner og andre planer men det lykkedes ikke altid takket være Ash og Hans Venner
Ash vandt pokemon-ligaen i Alola-regionen og blev Pokémon-mesteren af Alola-regionen eftersom Alola-ligaen var den allerførste liga, der er blevet afholdt i aAola-regionen.
Ash er nu den førende Monark (Verdensmester) efter at have vundet Verdens Kroning Serien de 8 Mestre Turnering det betyder at han er den stærkeste Pokémon Træner i Pokémon Verdenen efter at have Besejret den tidligere Monark Leon i Finalen.